# 奇皇后
奇皇后（きこうごう）は、14世紀の元朝最後の皇帝である順帝トゴン・テムルの皇后。モンゴル名はオルジェイ・クトゥク（ᠥᠯᠵᠡᠶᠢᠬᠤᠲᠤᠭ、Ölǰei Qutuq、完者忽都）。諡号は普顕淑聖皇后。高麗出身で、北元皇帝アユルシリダラを生んだ。本貫は幸州奇氏。

## 背景
モンゴル帝国の高麗征服以後、高麗王室は忠烈王が世子時代にモンゴル皇帝クビライの下で近衛集団であるケシクに入侍し、さらに高麗国王として退下・即位するとその公主の降嫁を受けることが習わしとなった。以後、高麗王室は元朝の皇帝家であるクビライ家を宗主とする「高麗駙馬王家」の称号を許され、元朝を支える姻族のひとつとなった。これに伴いモンゴル皇帝や皇族の公主が歴代の高麗王に降嫁していた高麗王は、元の征東行省の長官かつ元帝の女婿、という独自の国際的地位を確保した。高麗王家とモンゴル皇帝家との姻戚関係を結ぶことで、それまでの武臣政権時代のような、有力家臣集団から高麗王家への政治的干渉を解除することにひとまず成功した。
こうして高麗王国内から、ケシク要員や官吏等として元朝宮廷に出仕する王族や貴族が増加した。同時に元朝中央での動乱が高麗王室に直接影響を及ぼすようになり、忠宣王・忠粛王・忠恵王のように元朝宮廷での争乱の影響で後援する皇族の消長に伴って王位が改廃される事態が続くようになった。このような13世紀後半から14世紀前半にかけての元朝宮廷・高麗政権間の人的・政治的関係の中で出現したのが、奇皇后、「完者忽都皇后奇氏」という高麗人元室皇后である。

## 生涯

### 高麗貢女
もともと高麗人の奇子敖の娘で、高麗貢女として元廷に献上された女性である。宮女として順帝トゴン・テムル（在位1333年～1368年）の食膳の給仕などをしていたが、次第に順帝の寵愛を得たものである。順帝には最初キプチャク族出身のダナシリ皇后がいて、奇氏は嫉妬にかられたダナシリからたびたび嫌がらせを受けたが、元統3年（1335年）にダナシリの兄が謀反罪で捕らえられ、ダナシリも謀反に加担したとして殺された。後至元3年（1337年）、順帝には武宗カイシャンの皇后であった真哥皇后の姪で毓徳王ボロト・テムル（孛羅帖木児）の娘であったコンギラト部出身のバヤン・クトゥク（伯顔忽都）皇后が冊立され、奇氏は次皇后となった。

### 次皇后
バヤン・クトゥク皇后は皇子を1人生んだが、2歳で夭折している。バヤン・クトゥク皇后はよくできた人物で、次皇后の奇氏が順帝の寵愛を得ても嫉妬ひとつせず、慎ましく暮らしていたという。奇氏も暇をみては女孝経や史書を紐解く賢女で、飢饉で多数の死者が出たときには私財を投じて餓死者の埋葬や供養に当たったとされる。奇氏はやがて待望の皇子アユルシリダラを生み、皇子は至正13年（1353年）に皇太子に冊立された。これ以後、奇氏は元朝皇太子生母として権勢を恣にする。このアユルシリダラも高麗の福安府院君権謙如の娘を娶ることになる。

### 高麗の動き
一方、高麗では奇氏はもともと貧寒の家柄であったが、その娘が高麗王よりも高位である元朝次皇后・皇太子生母になったと大騒ぎになり、奇氏一門が権勢を振るうようになり、民を搾取した。至正11年（1351年）、反元の志を抱いて高麗王に即位した恭愍王はこれを快く思わず、至正16年（1356年）に兄の奇轍ら奇氏一門を誅殺した。これを恨んだ奇后は恭愍王の廃位を順帝に働きかけ、皇太子にも「祖父の仇を取れ」と吹き込んでいた。至正23年（1363年）、順帝はついに恭愍王を廃位し、大都に滞在していた忠宣王の庶子の徳興君を高麗王とする勅書を発し、兵1万を付けて高麗に向かわせた。『元史』によるとこの時、日本人も招かれて軍に参加したという。当時中国沿岸をうろついていた倭寇が元の傭兵となったものだろう。しかし、鴨緑江を超えた元軍は高麗の伏兵にさんざんに打ち破られて逃げ帰り、奇后の面目は丸潰れとなった。

### 正皇后
奇后は以前から、政治に身を入れず酒色に耽る順帝に愛想を尽かし、皇位を息子の皇太子アユルシリダラに譲位させたがっていた。至正25年（1365年）には偽勅を発してココ・テムルの軍を動員し、順帝に迫ろうとしたが、ココ・テムルに気付かれて巧くいかなかった。それでも后妃の地位を廃されなかったのだから、皇太子生母の立場は強いものであった。
まもなく正皇后バヤン・クトゥクが死去したことにより、次皇后の地位にあった奇氏は正皇后に昇格した。奇氏がバヤン・クトゥク皇后の死後、その宮室に行ってみると、慎ましく暮らしていた前皇后の衣服は破れを繕ったようなものばかりで、奇氏は「正皇后がこんな服ばかり着ていたのか」と大笑いしたという。次皇后とはいえ、皇太子生母として相当な権勢を振るっていたとみなければならない。

### 北元
至正28年（1368年）、朱元璋の明軍が大都郊外の通州に迫ると、順帝は奇皇后や皇太子を引き連れて大都を去り、元朝の中国支配はあっけなく終わりを告げる。順帝は内モンゴルの応昌に逃れて再起を期していたが、至正30年（1370年）にこの地で没し、皇太子のアユルシリダラが後を継いだ。これが北元の昭宗である。奇后は北元の皇太后になったことになる。遼東方面には20万の大軍を擁する元太尉ナガチュの勢力が残存しており、北元は高麗にも圧力を加えた。
やがて北元の昭宗アユルシリダラは明軍に追われてカラコルムに逃れ、宣光8年（1378年）にこの地で没した。その後を継いだのは昭宗の異母弟とも言われるトグス・テムル（北元の天元帝）である。北元が頼みにしていた満州に勢力を有する大尉ナガチュが1387年、明の圧力に抗しきれず投降すると、北元の命運は尽きる。洪武21年（1388年）、根拠地であるブイル湖一帯を明軍に襲撃されたトグス・テムルは逃亡する途中、アリクブカの後裔イェスデルに殺害され、北元は滅びた。奇后がいつどこで死去したのかは詳らかではない。

## 登場作品
- 辛旽 高麗中興の功臣（2005年、演：キム・ヘリ）
- 奇皇后 〜ふたつの愛 涙の誓い〜（2013年、演：ハ・ジウォン）

## 伝記史料
- 『元史』巻114（后妃1）完者忽都皇后伝